# HIStory3
《HIStory3》為HIStory系列的第三季，是2019年由臺灣LINE TV製作的BL偶像劇。HIStory3共分為兩個單元，分別為《圈套》和《那一天》，分別於2018年第四季和2019年第二季開拍。HIStory3由徐鈞浩和吳承洋、卞慶華和陳廷軒、宋緯恩和黃雋智以及劉韋辰和張瀚元飾演四組同性情侶，分別作為兩個單元的故事主線。

## 紀事
- 2018年8月17日宣布於2018年Q4開拍第三季 [2]
- 2018年11月7日《圈套》開鏡。
- 2019年1月25日《圈套》殺青。
- 2019年4月11日《圈套》記者會。
- 2019年4月11日《圈套》試映會。
- 2019年4月16日《圈套》開播。
- 2019年5月16日《那一天》開鏡。
- 2019年6月12日《圈套》完結篇。
- 2019年6月29日《圈套》臺北場見面會。
- 2019年6月29日《那一天》殺青。
- 2019年7月14日《圈套》成都場見面會。
- 2019年7月21日《圈套》杭州場見面會。
- 2019年8月10日《圈套》曼谷場見面會。
- 2019年8月18日《圈套》臺中場見面會。
- 2019年8月24日《圈套》首爾場見面會。
- 2019年10月8日《那一天》試映會。
- 2019年10月14日《那一天》記者會。
- 2019年10月16日《那一天》開播。
- 2019年12月1日《那一天》台北场见面会。
- 2019年12月15日《那一天》成都场见面会。
- 2020年1月12日《那一天》高雄场见面会。
- 2020年1月18日《那一天》天津场见面会。

## 播出時間

### 首播
| 頻道      | 所在地 | 單元 | 播映日期                    | 播出時間                             |
| --------- | ------ | ---- | --------------------------- | ------------------------------------ |
| now華劇台 | 香港   | 圈套 | 2020年5月4日                | 週一 00:30（連播兩集）               |
| now華劇台 | 香港   | 圈套 | 2020年5月9日－2020年5月18日 | 週六至日23:30、翌日00:30（連播兩集） |
| now華劇台 | 香港   | 圈套 | 2020年5月23日               | 週六08:20（連播兩集）                |

### 網路
| 頻道    | 所在地 | 單元   | 播映日期                | 播出時間                 |
| ------- | ------ | ------ | ----------------------- | ------------------------ |
| LINE TV | 臺灣   | 圈套   | 2019年4月16日—4月25日   | 每週二至四 21:00         |
| LINE TV | 臺灣   | 圈套   | 2019年4月30日—6月12日   | 每週二、三 21:00         |
| LINE TV | 臺灣   | 那一天 | 2019年10月16日—12月18日 | 每週三 21:00（連播兩集） |
| viu     | 香港   | 那一天 | 2021年3月8日            | 全套上架                 |

## 圈套
《圈套》（英語：Trapped）是HIStory系列第三季的第一個單元，由李青蓉導演執導，徐鈞浩、吳承洋、卞慶華、陳廷軒主演，以警匪為主題的BL偶像劇單元，於2019年4月16日至6月12日於LINE TV首播。
值得一提的是，本劇為臺灣LINE TV吸收並合併CHOCO TV後，巧克科技新媒體股份有限公司推出的首部劇集。

### 劇情大綱
一場命案，兩死一傷，死了一個警察和一個黑道老大！背後隱藏什麼秘密？使得黑白兩道動作不斷？黑道少主唐毅（吳承洋 飾）設局追兇手報仇，正義刑警孟少飛（徐鈞浩 飾）追查命案真相卻在過程中逐步陷入「愛情圈套」。

### 演員
| 演員            | 角色            | 介紹 | 粵語配音 |
| 徐鈞浩          | 孟少飛          | 偵三隊刑警，有勇有謀，勇敢在前智謀在後，像火一樣的個性，知道往哪裡燒，雖然容易衝動，但衝動完是會思考的人。 從警大就一直照顧自己的前輩麗真姊就像母親一樣。所以當四年前的事件奪走麗真的生命，讓大家認為麗真和黑道行天盟掛鉤，而唯一的生還者唐毅居然說他毫不知情？為了洗刷麗真的清白，四年來少飛緊追著唐毅不放。 少飛是個愛恨分明，感情直接的人，所以當他漸漸了解自己對唐毅的心意時，毫不隱藏直接坦承，就像抓到目標咬到就不放口。 | 簡懷甄   |
| 吳承洋          | 唐 毅           | 行天盟少主，陳文浩、李麗真的親生兒子，防備心重，不輕信他人，對任何人事物沒有喜惡之分，淡如冰水毫不在乎的個性，唯獨只重視唐國棟，把唐國棟當成神一般看待，唐國棟的所行所為就像是教條，唐毅尊崇信仰著。 唐國棟是唐毅身處黑暗中的那曙陽光。四年前的事件，唐國棟死了，唐毅是唯一的生還者。為了親手手刃兇手，唐毅整整布局了四年，原以為能替唐國棟一報血海深仇，萬萬沒想到，少飛打亂唐毅的計畫......                                  | 梁皓翔   |
| 羅茂銓 （童年） | 唐 毅           | 行天盟少主，陳文浩、李麗真的親生兒子，防備心重，不輕信他人，對任何人事物沒有喜惡之分，淡如冰水毫不在乎的個性，唯獨只重視唐國棟，把唐國棟當成神一般看待，唐國棟的所行所為就像是教條，唐毅尊崇信仰著。 唐國棟是唐毅身處黑暗中的那曙陽光。四年前的事件，唐國棟死了，唐毅是唯一的生還者。為了親手手刃兇手，唐毅整整布局了四年，原以為能替唐國棟一報血海深仇，萬萬沒想到，少飛打亂唐毅的計畫......                                  | 陳凱婷   |
| 卞慶華          | 方亮典 （Jack） | 唐毅的得力左右手，也是唐毅的貼身保鑣，協助唐毅進行行天盟的漂白工作。真相是國際刑警科隊員臥底，個性亦正亦邪，當過傭兵的他，利益絕對是優先考量，無謂生死，只想享受當下，看盡人性的黑暗，為達目的在所不惜。 由於少飛糾纏著唐毅，因此認識被自己一騙再騙還是上當的傻子趙立安，他很好奇身為刑警的趙子，在看過這麼多現實險惡之後，居然還能抱持著人性本善的初衷？因此被他的單純吸引，為了守護這份純真，因此開始有定下來的念頭。        | 陳成港   |
| 陳廷軒          | 趙立安          | 綽號趙子，偵三隊隊員，孟少飛的搭檔。外表無害的柴犬系男子。個性有點迷糊但天真樂觀，凡事看得開、善良過頭的老實人。功夫一般般，但擅長數位科技，跟少飛搭擋，一個用腦一個用武，合作無間。 就算身為刑警，看盡人性的黑暗面，雖會失落會受傷，但仍堅信著人性本善，每個人都有苦衷才會犯錯。有著純良性格之外，本身還是個大吃貨，被Jack的廚技深深吸引，成功圈走了他的胃也套住他的心。                                                      |          |
| 林意箴          | 左紅葉          | 行天盟的大小姐，世海集團的總裁，在外人面前是果敢、有主見女性，只有在家人面前才會展現撒嬌任性一面。 唐國棟對紅葉視如己出，從小就被唐國棟栽培為知識分子，不參與黑幫打殺，是幫裡眾人捧在手心的小公主。唐國棟過世後，休學回台協助唐毅一起完成唐國棟漂白心願。和唐毅一起長大，喜歡向唐毅撒嬌，故意逗弄少飛。 喜歡古道一。 | 石梓晴   |
| 羅子婷 （童年） | 左紅葉          | 行天盟的大小姐，世海集團的總裁，在外人面前是果敢、有主見女性，只有在家人面前才會展現撒嬌任性一面。 唐國棟對紅葉視如己出，從小就被唐國棟栽培為知識分子，不參與黑幫打殺，是幫裡眾人捧在手心的小公主。唐國棟過世後，休學回台協助唐毅一起完成唐國棟漂白心願。和唐毅一起長大，喜歡向唐毅撒嬌，故意逗弄少飛。 喜歡古道一。 | 石梓晴   |
| 丁春誠          | 古道一          | 行天盟的上一輩要員，唐國棟兄弟，外型精實、忠實木訥、沉默寡言。受唐國棟委託，擔任紅葉保母兼保鑣。紅葉替唐毅漂白行天盟，成立世海集團後，被拔擢成為紅葉的機要秘書兼保鑣。喜歡左紅葉。 | 楊智聰   |
| 梅賢治          | 李至德          | 別稱阿德，行天盟的要員。 唐毅手下，對唐毅很崇拜；為了唐毅可以做任何事情。深愛唐毅多年，但唐毅對他只能是兄弟。被周冠志滅口。 | 郭俊廷   |
| 陳家逵          | 陳文浩          | 柬埔寨毒梟的幕後首腦，偵三隊和行天盟費盡心力想抓到的目標。唐毅的親生父親。 | 柯偉聰   |
| 周明宇          | 唐國棟          | 行天盟老大，唐毅及左紅葉的養父，四年前與李麗真一起死於槍殺。 | 楊智聰   |
| 賀 龍           | 石大砲          | 偵三隊前隊長。小亞的父親。因掩護周冠志販毒一事去自首而辭職。 | 羅偉亮   |
| 章廣辰          | Andy            | 夜店老闆，唐毅的朋友。 | 郭湛深   |
| 顏怡平          | 黃鈺琦          | 偵三隊隊員。喜歡孟少飛。 | 何凱怡   |
| 蔡承邑          | 周冠志          | 偵三隊前隊員。四年前殺死唐國棟、李麗貞，並殺害李至德滅口的兇手，後自首而辭職。 | 柯偉聰   |
| 劉宇昕          | 俊 偉           | 偵三隊隊員。 | 蔡威賢   |
| 林子健          | 江勁堂          | 醫師，唐毅的朋友。 | 柯偉聰   |
| 方語晴          | 李麗真          | 警察，唐毅的親生母親，孟少飛最尊敬的前輩，四年前與唐國棟一起死於槍殺。 | 陳凱婷   |
| 林明森          | 顏正強          | 國際刑警科隊長，Jack的長官。 | 楊智聰   |
| 翁嘉駿          | 李守信          | 唐毅的養父，討厭唐毅。 | 蔡威賢   |
| 梁洳瑄          | 小 亞           | 石大炮的女兒。 | 植婉雯   |
| 羅 波           | 老 柯           | 唐毅的對手，被抓捕 | 郭俊廷   |
| 羅宏任          | 王先生          | | 羅偉亮   |
| 關文明          | 王坤成          | 柬埔寮毒梟。 | 蔡威賢   |
| 田大為          | 賀 航           | 行天盟未漂白的成員。背叛行天盟，跟陳文浩合作。 | 郭湛深   |
| 增山裕紀        | 賀航手下        | |          |
| 李永生          | 賀航手下        | |          |
| 陳建松          | 賀航手下        | |          |
| 王泰斗          | 文浩手下        | |          |
| 魏文俊          | 文浩手下        | |          |
| 陳韋帆          | 偵三班底        | |          |
| 李元圓          | 偵三班底        | |          |
| 沈梓銘          | 偵三班底        | |          |
| 周家欣          | 偵三班底        | |          |
| 黃閒得          | 偵三班底        | |          |
| 邱志宇          | 江兆鵬          | 江勁堂的小叔公 第二季《是非》的登場人物。 |          |

### 戲劇歌曲
| 曲別   | 歌名           | 演唱者              | 作詞            | 作曲            | 備註                                              |
| 主題曲 | 我怎能留下你   | 黃奕儒              | 黃奕儒          | 黃奕儒          |                                                   |
| 片尾曲 | 何妨           | 家家 Feat. 茄子蛋   | 黃奇斌 @ 茄子蛋 | 黃奇斌 @ 茄子蛋 | 收錄於家家第四張個人專輯《我想要的》              |
| 插曲   | 我們不像我們   | 丁噹                | 白吟洁          | 李宏斌、吳周爍  | 收錄於丁噹第九張個人專輯《愛到不要命 Die Lovin'》 |
| 插曲   | 成癮           | 丁噹                | 余琛懋          | 佳旺、方炯嘉    | 收錄於丁噹第九張個人專輯《愛到不要命 Die Lovin'》 |
| 插曲   | 天使見證的愛情 | 蕭秉治 Feat. 劉艾立 | 蕭秉治          | 蕭秉治          |                                                   |
| 插曲   | 我好想好想你   | 蕭秉治              | 蕭秉治          | 蕭秉治          |                                                   |
| 插曲   | 繽紛了每一天   | 鼓鼓                | 鼓鼓            | 鼓鼓            | 收錄於鼓鼓第二張個人專輯《蟲洞》                  |
| 插曲   | 怎麼開始的     | HUSH                | HUSH            | HUSH            | 收錄於HUSH第二張個人專輯《換句話說》              |

## 那一天
《那一天》（英語：Make Our Days Count）是HIStory系列第三季的第二個單元，由蔡宓潔導演執導，宋緯恩、黃雋智、劉韋辰、張瀚元主演，以校園為主題的BL偶像劇單元，於2019年10月16日至12月18日於LINE TV首播。

### 劇情大綱
人仁高中的校園霸王項豪廷（宋緯恩 飾）因為一個女孩遇上高冷學霸于希顧（黃雋智 飾），共譜一段不打不相識到相愛的浪漫戀曲。熱血青年孫博翔（劉韋辰 飾）一見鐘情豆漿店老闆盧志剛（張瀚元 飾）上演一段勇敢追求初戀的甜虐情事。他們都在平凡無奇的校園生活中，遇見最好的那個他！

### 演員
| 演員   | 角色   | 介紹 |
| 宋緯恩 | 項豪廷 | 活潑好動，做事單憑情緒，是個天不怕地不怕的人物。 三年八班學生，頭腦不錯，但總是不想花時間在學習上，曾經考過全年級第二名，但自此之後成績如跳崖似的一落千丈，萬劫不復，連父母都拿他沒轍。因為成天與朋友們嘻嘻哈哈，打打鬧鬧，惹出不少事情，不羈的個性，吸引了校園中不少的目光，是學校裡的風雲人物。                                |
| 黃雋智 | 于希顧 | 個性獨立，不喜歡佔人便宜，也討厭被同情。 三年二班學生，父母因為意外雙雙離世，從小就寄養在姑姑家。但後來不想再增加姑姑的負擔，便努力用功爭取獎學金，並靠著自己課餘打工的錢，過著自給自足的簡單生活。 因為沒有多餘的錢可以跟同學們吃喝玩樂，因此也沒有什麼同輩朋友，漸漸的就變成了校園中的獨行俠，女學生也將其視為如謫仙般的人物。 |
| 黃雋智 | 方 偉  | 項豪廷登山時認識的朋友，與于希顧長相十分相似，性格卻和于希顧相差十萬八千里。 |
| 張瀚元 | 盧志剛 | 正直善良，熱心助人。因為過往失敗的戀愛經歷，而害怕敞開心胸。 雖說是白手起家，但經濟環境不錯，有著自己的事業。于希顧在他的店裡打工，知道他的生活經濟狀況不好，平時很照顧他，總會準備一些食物餵養于希顧。 |
| 劉韋辰 | 孫博翔 | 個性單純、衝動，做事經常一往無前，不計後果。項豪廷的好朋友。 因為被堂哥孫文傑叫去顧自家開的健身房，而認識了健身房的會員盧志剛，並對他一見鐘情；是項豪廷感情路上的一盞明燈，但自己的感情路也走的不順遂。 |
| 夏 恩  | 夏 恩  | 人仁高中的學生。 夏得的雙胞胎哥哥，項豪廷的朋友。家境不俗，經常吐露出有錢人的氣息，與項豪廷、孫博翔、高群同在一個班級。 雖說很有義氣，但個性衝動，喜歡用拳頭解決事情。 |
| 夏 得  | 夏 得  | 人仁高中的學生。 夏恩的雙胞胎弟弟，項豪廷的朋友。與于希顧同班，時常在意著于希顧的一舉一動。 對於于希顧因為夏恩的挑撥，而被朋友們針對的情形，懷有歉意，因此經常偷偷關懷著于希顧，並在兄弟們聚會中替于希顧說話。 |
| 石承鎬 | 高 群  | 人仁高中的學生。 項豪廷的好朋友。朋友們都稱他為校園歐爸。 雖說同項豪廷那群火爆份子做朋友，但因為家教嚴格，個性較為溫馴，經常被兄弟們戲耍逗弄，也總是笑臉迎人。兄弟間與夏恩感情最好，被夏恩暱稱為高小群。 |
| 王真琳 | 李思妤 | 長得漂亮，功課也不錯，喜歡被人關注的感覺，和項豪廷交往中，但是對于希顧也很感興趣。 |
| 子育   | 林彩珠 | 項慶昌的妻子，好不容易在許多粉絲中脫穎而出，與項慶昌相知相愛，生下豪廷和詠晴。 個性有如暖陽，熱心助人又熱情待人，能設身處地替人著想，因此在鄰里間人緣很好，被拱做里長。當丈夫與兒子發生衝突時，總跳出來解決紛爭的和事佬。 |
| 陳如山 | 項慶昌 | 豪廷和詠晴的父親，是知名的樂團主唱，老婆曾是自己的粉絲。 因為擔心兒子項豪廷會愈走愈偏，所以對他很嚴格，總是跟他拳腳相向。表面上看似固執嚴厲，但事實上很在意兒子的想法，是個外剛內柔的爸爸。 |
| 許明   | 孫文傑 | 孫博翔的堂哥，健身房老闆。 |
| 陳禕倫 | John   | 盧志剛的朋友，酒吧老闆。 |
| 蔡牧霏 | 項詠晴 | 項家的掌上明珠，古靈精怪，觀察力敏銳，總是能用不一樣的角度去觀察事情，是個很有自己想法的女孩。跟哥哥項豪廷感情很好，經常用言語跟行動默默支持著哥哥。 |
| 何禹賢 | 張庭安 | 五班同學。喜歡李思妤。 |
| 紀欣伶 | 劉美芳 | 于希顧的鐵粉。跟李思妤是好朋友。 第四季《近距離愛上你》女主角。 |
| 蔡曜仲 | 安 柏  | 八班同學。 |
| 孫英豪 | 小 英  | 二班同學。 |
| 吳珝陽 | 程 清  | 盧志剛的外甥，偶像藝人。 第一季《離我遠一點》主角。 |

### 戲劇歌曲
| 曲別   | 歌名         | 演唱者         | 作詞                     | 作曲                         | 備註                                              |
| 片頭曲 | 再活一遍     | 蕭秉治         | 蕭秉治、 吳聖皓 @ 麋先生 | 林喆安 @ 麋先生              |                                                   |
| 片尾曲 | 我還是不懂   | 魏嘉瑩         | 魏嘉瑩                   | 魏嘉瑩                       | 收錄於魏嘉瑩第二張個人專輯《夜空裡的光》          |
| 插曲   | HEY          | 麋先生         | 吳聖皓 @ 麋先生          | 林喆安 @ 麋先生              |                                                   |
| 插曲   | 安全感       | 家家           | 崔惟楷                   | 方大同、王詩安               | 收錄於家家第四張個人專輯《我想要的》              |
| 插曲   | 我們不像我們 | 丁噹           | 白吟洁                   | 李宏斌、吳周爍               | 收錄於丁噹第九張個人專輯《愛到不要命 Die Lovin'》 |
| 插曲   | 最想見到你   | 白安           | 白安                     | 白安                         | 收錄於白安第四張個人專輯《44天》                  |
| 插曲   | 跪了         | 鼓鼓 ft.吳卓源 | 鼓鼓 ft.吳卓源           | 鼓鼓、吳卓源、老王 Terry Lee | 收錄於鼓鼓第二張個人專輯《蟲洞》                  |

### 爭議
《那一天》於2019年12月18日播出結局兩集，主角之一的于希顧（黃雋智 飾）出門買鹽遭遇交通意外逝世，其男友項豪廷（宋緯恩 飾）經歷多年仍難以走出傷痛。這部劇雖採取了BL劇少有的悲劇結局，但結果是引起了眾多觀眾的批評，被指爛尾收場。對於該劇的悲劇結局引發的爭議，編劇邵慧婷表示，故事想呈現「珍惜」的主題，她認為快樂結局難以表現「珍惜」二字，執筆時是以正劇來寫該劇劇本，用勇敢去愛的方式表達珍惜。然而邵慧婷的回應網友並不買賬，批評其「為什麼要另一個人死亡才是珍惜」、「強行BE（Bad Ending）」。
另外，有網友發現《那一天》的部分情節與日本漫畫家高口純於1991年的作品《幸運男子》高度相似，掀起網友在網路討論區和HIStory社群網站要求編劇邵慧婷出面解釋，更有要求HIStory系列不要再與其合作。唯至今LINE TV官方以及劇組並沒有就抄襲問題作出明確解釋。

## 製作團隊
- H3-圈套-導演:李青蓉
- H3-那一天-導演:蔡宓潔
- 後期單位:叫阿仔剪接工作室
- 剪接:周育哲 呂巧思 陳泓屹
- 製作公司:巧克科技新媒體股份有限公司

## 外部連結
- HIStory的Facebook專頁
- HIStory的Instagram帳戶
- 互联网电影数据库（IMDb）上《HIStory》的资料（英文）
- 在Netflix上觀看《HIStory3》